# Royal Cliff Hotels Group
Royal Cliff Hotels Group — гостиничный комплекс, состоит из 4 отелей и многофункционального выставочного центра, расположенных между Джомтиеном и южной Паттайей, Таиланд, на 64 акрах тропической парковой зоны над прозрачными водами восточного побережья Сиамского залива. Гостиничный комплекс был удостоен многочисленных престижных наград, являясь единственным отелем в Азии, вошедшим в «Зал славы» «ТТДжи».

## История
В 1973 г. был открыт отель Royal Cliff Beach Terrace, номерной фонд которого составил 106 комнат, а год спустя появился отель Royal Cliff Beach Hotel. В следующие 12 лет оба эти отеля закрепили за собой репутацию лучших мест отдыха в Паттайе. А в 1986 г. был открыт отель Royal Wing Suites & Spa, ставший эксклюзивным продуктом комплекса. Официальную церемонию открытия возглавил наследный принц Таиланда His Royal Highness Crown Prince Maha Vajiralongkorn. В 1992 г. было завершено строительство последнего на настоящий момент отеля комплекса — Royal Cliff Grand Hotel & Spa. По независимым оценкам на сайте TripAdvisor, отель Royal Cliff Grand Hotel & Spa был признан лучшим отелем Паттайи.
В конце 1999 г. на территории комплекса была создана уникальная инфраструктура для проведения встреч, конференций и выставок — Паттайский выставочный зал и конгресс-холл — многофункциональный отдельностоящий выставочный центр с возможностью одновременного размещения до 8000 человек.
Гостиничный комплекс Royal Cliff Beach Resort долгие годы является местом проведения важных мероприятий регионального значения, в том числе и многих саммитов стран АСЕАН. В 1991 г. здесь состоялись переговоры о мире с Камбоджей, а также подписание проекта новой Конституции Таиланда в 1997 г., а в 2003 г. — рабочая встреча по туризму APEC, на которой присутствовали делегаты из 21 страны..
В апреле 2009 г. саммит стран АСЕАН был неожиданно отменен, а главы азиатских государств были эвакуированы вертолетами, после того как на территорию комплекса ворвались сотни демонстрантов. Это произошло в последний день встречи стран АСЕАН + 3, проводимой Министерством иностранных дел Таиланда, в результате чего переговоры были внезапно прерваны, тем не менее делегатам удалось успешно провести несколько важных встреч в первые два дня. Главы делегаций были безопасно эвакуированы с территории комплекса, после чего демонстранты разошлись. Никто из делегатов, гостей отеля, туристов и сотрудников отеля не пострадал во время демонстрации.

## Услуги и инфраструктура

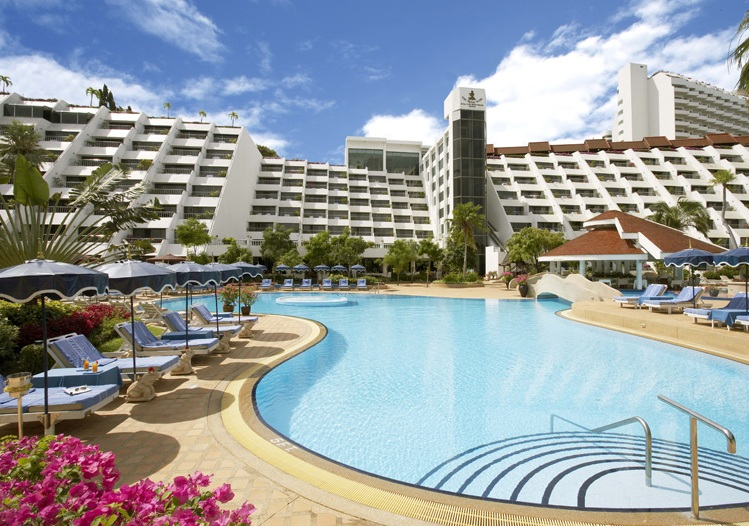
Royal Wing Suites & Spa

Гостиничный комплекс Royal Cliff Beach Resort включает в себя четыре 5-звездочных отеля, объединенных переходами. К услугам гостей 1090 номеров и свитов, 10 ресторанов и 5 баров, кроме того комплекс предлагает широкий спектр возможностей для спортивного, расслабляющего и развлекательного отдыха — 5 бассейнов, 7 теннисных кортов, 2 закрытых сквош-корта, прогулочные дорожки, тренажерный зал, сауна и парная, детская игровая комната, тренировочное поле для гольфа на 4 лунки, 2 частных пляжа, многофункциональный выставочный центр мирового уровня, 3 актовых зала, 54 конференц-комнаты и частный корабль-катамаран.

## Знаменитые гости отеля
За последние 30 лет гостиничный комплекс Royal Cliff Beach Resort посетили многие знаменитости, звезды и главы государств, в том числе король Швеции, президент США Джимми Картер, актёры Роджер Мур, Вильям Херт и Бритт Экланд. Каждый год на современных теннисных кортах комплекса тренируются многие известные спортсмены мирового уровня, например Николай Давыденко, Михаил Южный, Николас Кифер, Парадон Сричапхан.
Среди глав государств и королевских особ комплекс также посетили: король Бельгии, султан Брунея, король Эсватини, король и королева Камбоджи, принц и принцесса Японии, премьер-министры Сингапура, президент Филиппин, президент Южной Кореи, премьер-министр Камбоджи, премьер-министр Таиланда.